# Olio di chiodi di garofano
Olio di chiodi di garofano è il nome con cui si indica l'olio essenziale estratto dal Syzygium aromaticum.

## Preparazione
Possono essere utilizzate parti diverse della pianta: i boccioli, i fiori, il gambo e le foglie.
I metodi impiegati sono: distillazione in corrente di vapore, estrazione con solvente ed estrazione con anidride carbonica in fase supercritica. Con i primi due metodi si possono avere problemi di decomposizione termica, idrolisi e dissoluzione nel solvente di composti d'interesse.

## Composizione chimica

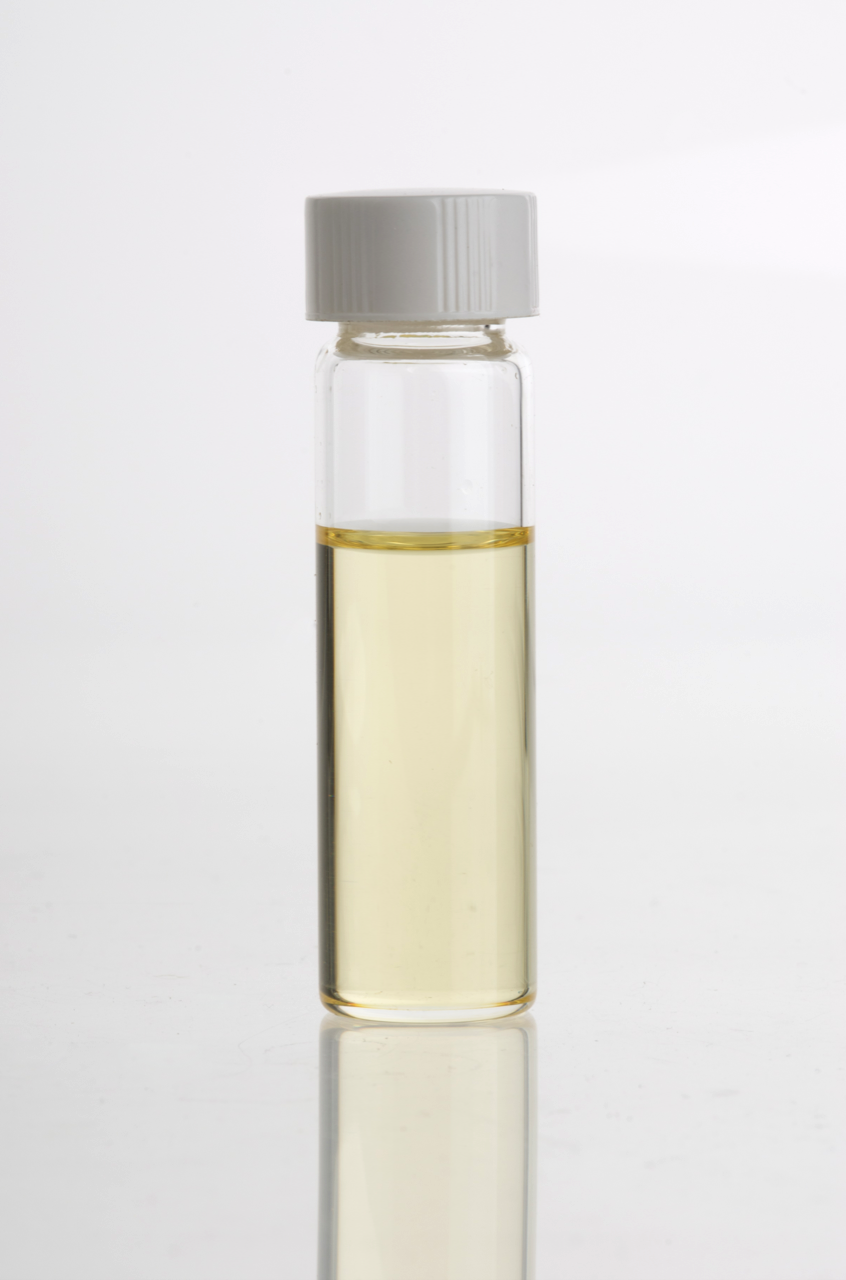
Un campione di olio essenziale di Eugenia caryophyllata

Sono stati individuati 23 composti costitutivi nell'olio essenziale di foglia:
| composto                | percentuale |
| ----------------------- | ----------- |
| eugenolo                | 76,8        |
| β-cariofillene          | 17,4        |
| α-umulene               | 2,1         |
| eugenil acetato         | 1,2         |
| cariofillene ossido     | 0,4         |
| metilcavicolo           | 0,2         |
| alcol cariofillenico    | 0,1         |
| cavicolo                | 0,1         |
| 1,8-cineolo             | 0,1         |
| α-farnesene             | 0,1         |
| trans-isoeugenolo       | 0,1         |
| limonene                | 0,1         |
| metilsalicilato         | 0,1         |
| α-umulene epossido      | 0,1         |
| α-clovene               | tracce      |
| cis-isoeugenolo         | tracce      |
| cis-isoeugenolo acetato | tracce      |
| trans-isoeugenolo       | tracce      |
| cis-limonene ossido     | tracce      |
| trans-limonene ossido   | tracce      |
| metileugenolo           | tracce      |
| cis-metilisoeugenolo    | tracce      |
| trans-metilisoeugenolo  | tracce      |

## Proprietà
Le caratteristiche sono dovute principalmente alla elevata concentrazione di eugenolo.
L'olio è antibatterico, antifungino, insetticida, antiossidante, antiflogistico, antiemetico, analgesico e antispasmodico. L'Organizzazione mondiale della sanità ha stabilito che un'assunzione giornaliera di 2,5 mg/kg riduce i rischi per la salute.
Può essere utilizzato come conservante per alimenti e farmaci.